# Xenocalamus
Genre
Xenocalamus est un genre de serpents de la famille des Lamprophiidae. 

## Répartition
Les espèces de ce genre se rencontrent en Afrique subsaharienne.

## Description
Ce sont des serpents venimeux.

## Liste d'espèces
Selon The Reptile Database (02 déc. 2011) :
- Xenocalamus bicolor Günther, 1868
- Xenocalamus mechowii Peters, 1881
- Xenocalamus michellii Müller, 1911
- Xenocalamus sabiensis Broadley, 1971
- Xenocalamus transvaalensis Methuen, 1919

## Publication originale
- Günther, 1868 : Sixth account of new species of snakes in the collection of the British Museum. Annals and Magazine of Natural History, ser. 4, vol. 1, p. 413-429 (texte intégral).